# Casque d'or
Casque d'or is een Franse film van Jacques Becker die werd uitgebracht in 1952.
Het scenario is gebaseerd op het echte verhaal van het woelig liefdesleven van de beroemde Parijse prostituee Amélie Élie.  

## Verhaal
De Parijse wijk Belleville in de tijd van de belle époque. 
Marie, bijgenaamd 'Casque d'or' omwille van haar glinsterende en weelderige blonde haardos, is een prostituee. Ze heeft ruzie gemaakt met haar huidige minnaar Roland, een boef. Net dan wordt ze door Raymond, een lid van de bende waartoe ook Roland behoort, voorgesteld aan Georges Manda, een voormalige Parijse straatrover die nu als timmerman eerlijk aan de kost komt. Georges valt erg in de smaak bij Marie en weldra spreken ze regelmatig met elkaar af. Het komt tot een duel tussen de jaloerse Roland en Georges waarbij Georges zijn rivaal dodelijk verwondt.  
Marie vlucht de stad uit naar een naburig dorp en wat later komt ook Georges zich daar verstoppen. Ze leiden er een rustig leven. Op een dag verneemt Georges echter dat Raymond is aangehouden voor de moord op Roland. Wat hij niet beseft is dat Leca, de bendeleider, hem uit zijn schuilplaats wil lokken en Marie voor zich wil winnen.  

## Rolverdeling
| Acteur            | Personage                   |
| ----------------- | --------------------------- |
| Simone Signoret   | Marie 'Casque d'or'         |
| Serge Reggiani    | Georges 'Jo' Manda          |
| Claude Dauphin    | Félix Leca                  |
| Raymond Bussières | Raymond                     |
| William Sabatier  | Roland Dupuis               |
| Gaston Modot      | Danard, de baas             |
| Paul Barge        | inspecteur Juliani          |
| Odette Barencey   | de moeder van Eugène        |
| Loleh Bellon      | Léonie Danard               |
| Dominique Davray  | Julie                       |
| Yette Lucas       | Adèle                       |
| Yvonne Yma        | de bazin van L'Ange Gabriel |
| Pâquerette        | de grootmoeder van Anatole  |
| Roland Lesaffre   | Anatole                     |